# جایزه حلقه منتقدان فیلم نیویورک برای بهترین فیلم انیمیشن
جایزه حلقه منتقدان فیلم نیویورک برای بهترین فیلم انیمیشن (انگلیسی: New York Film Critics Circle Award for Best Animated Film) جایزه‌ای است که «حلقه منتقدان فیلم نیویورک»، از سال ۱۹۹۹ میلادی، به بهترین فیلم انیمیشن (کارتونی) اهدا می‌نمایند.

## برندگان جایزه

### دههٔ ۱۹۹۰
| سال  | برنده                                 | کارگردان(ها) |
| ---- | ------------------------------------- | ------------ |
| ۱۹۹۹ | ساوت پارک: گنده‌تر، درازتر و کوتاه‌نشده | تری پارکر    |

### دههٔ ۲۰۰۰
| سال  | برنده                                                     | کارگردان(ها)                 |
| ---- | --------------------------------------------------------- | ---------------------------- |
| ۲۰۰۰ | فرار مرغی                                                 | پیتر لرد و نیک پارک          |
| ۲۰۰۱ | زندگی بیداری                                              | ریچارد لینکلیتر              |
| ۲۰۰۲ | شهر اشباح                                                 | هایائو میازاکی               |
| ۲۰۰۳ | The Triplets of Belleville (Les triplettes de Belleville) | سیلوین شومه                  |
| ۲۰۰۴ | شگفت‌انگیزان                                               | بِرَد بِرد                      |
| ۲۰۰۵ | قصر متحرک هاول                                            | هایائو میازاکی               |
| ۲۰۰۶ | خوش‌قدم                                                    | جرج میلر                     |
| ۲۰۰۷ | پرسپولیس                                                  | ونسان پارونو و مرجان ساتراپی |
| ۲۰۰۸ | وال-ئی                                                    | اندرو استنتون                |
| ۲۰۰۹ | آقای فاکس شگفت‌انگیز                                       | وس اندرسن                    |

### دههٔ ۲۰۱۰
| سال  | برنده                              | کارگردان(ها)                         |
| ---- | ---------------------------------- | ------------------------------------ |
| ۲۰۱۰ | شعبده‌باز                           | سیلوین شومه                          |
| ۲۰۱۱ | در این سال، جایزه‌ای اهدا نشد.      | -                                    |
| ۲۰۱۲ | فرنکن‌وینی                          | تیم برتون                            |
| ۲۰۱۳ | باد وزیدن گرفته                    | هایائو میازاکی                       |
| ۲۰۱۴ | فیلم لگو                           | فیل لرد و کریستوفر میلر              |
| ۲۰۱۵ | درون و بیرون                       | پیت داکتر و رونی دل کارمن            |
| ۲۰۱۶ | زوتوپیا                            | بایرون هاوارد و ریچ مور              |
| ۲۰۱۷ | کوکو                               | لی آنکریچ و آدریان مولینا            |
| ۲۰۱۸ | مرد عنکبوتی: به درون دنیای عنکبوتی | باب پرسیکتی، پیتر رمزی و رادنی راثمن |
| ۲۰۱۹ | بدنم را گم کردم                    | جرمی کلپین                           |

### دههٔ ۲۰۲۰
| سال  | برنده                   | کارگردان              |
| ---- | ----------------------- | --------------------- |
| ۲۰۲۰ | ولف واکرز               | تام مور و راس استوارت |
| ۲۰۲۱ | میچل‌ها در برابر ماشین‌ها | مایک ریاندا           |
| ۲۰۲۲ | مارسل، صدف کفش به پا    | دین فلایشر-کمپ        |
| ۲۰۲۳ | پسرک و مرغ ماهی‌خوار     | هایائو میازاکی        |
| ۲۰۲۴ | جریان (فیلم ۲۰۲۴)       | گینتس زیلبالودیس      |